# خورشیدگرفتگی ۲۰ آوریل ۲۰۲۳
خورشیدگرفتگی ۲۰ آوریل ۲۰۲۳ (به انگلیسی: Solar eclipse of April 20, 2023) یک خورشیدگرفتگی از نوع خورشیدگرفتگی مرکب است. این خورشیدگرفتگی در تاریخ ۲۰ آوریل ۲۰۲۳ میلادی (‎۳۱ فروردین ۱۴۰۲ خورشیدی) روی خواهد داد که زمان اوج آن، ساعت ۴:۱۷:۵۶ به‌وقت ساعت هماهنگ جهانی است. مدت زمان و طول این خورشیدگرفتگی ۱ دقیقه و ۱۶ ثانیه خواهد بود.

## تصویر
تصویر متحرک